# Іпохондрія
Іпохондрія (від дав.-гр. ὑπο-χόνδριον — «ділянка, яка знаходиться під хрящовими ребрами (несправжніми)»; рідко — гіпохондрія; іпохондричний розлад; іпохондричний синдром) — стан людини, клінічний синдром, який проявляється в постійному занепокоєнні з приводу можливості захворіти на одну або декілька хвороб, скаргах або заклопотаності своїм фізичним здоров'ям, сприйнятті своїх звичайних відчуттів як ненормальних і неприємних, припущеннях, що окрім основного захворювання є якесь додаткове. При цьому людина може вважати, що знає, яке у неї «насправді» захворювання, але міра її переконаності зазвичай раз від разу міняється, і вона вважає ймовірнішим то одне захворювання, то інше, тобто маніпулює ними.

## Етимологія
Назва розладу походить від грец. ὑπο-χόνδριον — «ділянка, яка знаходиться під хрящовими ребрами (несправжніми)». У давнину вважалося, що саме в цій області підребер'я локалізується джерело цього патологічного стану. Вперше термін «іпохондрія» був введений у лікарську практику понад 2000 років тому і означав соматичне захворювання, яке уражає цю область. Пізніше його використовували для позначення різних соматичних хвороб — аж до XVII століття, коли деякі різновиди меланхолії стали називати тугою. Надалі термін «іпохондрія» почали застосовувати при багатьох психічних розладах, поки значення цього терміна не звузилося і тугу не стали називати «неправдивою переконаністю людини в наявності у неї захворювання».
У розділі міжнародної класифікації хвороб 10-го перегляду (МКХ-10: Клас V. Розлади психіки та поведінки) прийнято назву «гіпохондричний розлад» (англ. hypochondriacal disorder). У медичній практиці також застосовується термін «сенесто-іпохондрична депресія».

## Клінічні прояви
Стрижневими проявами сенесто-іпохондричної депресії є будь-які побоювання з приводу стану свого фізичного здоров'я й уявлення про наявність у себе того чи іншого нерозпізнаного соматичного захворювання. При цьому мають місце відповідні різноманітні тілесні відчуття (сенестопатії), тужливо-тривожний афект з переважанням плаксивості та дратівливості, вегетативні розлади. Спонтанні скарги на погіршений настрій такі хворі пред'являють рідко. Зазвичай вони скаржаться на різноманітні неприємні відчуття, які локалізуються в різних ділянках тіла, всередині або на його поверхні, описуючи їх як відчуття печіння, розпирання, набухання тиску, стиснення, всихання, перекручування, поколювання. Дані відчуття фактично є сенестопатіями, в їхній основі лежить соматодеперсоналізаційний розлад. За структурою сенестопатії поділяються на:
- неврологічні (головний біль, запаморочення, хиткість ходи);
- кардіальні (проблеми зі стравоходом);
- гастроентерологічні (пов'язані із травною системою);
- урогенітальні;
- респіраторні;
- дерматологічні (що виявляються у вигляді різних парестезій);
- кістково-суглобові.

Власне іпохондрична симптоматика полягає в зосередженості уваги хворих на своїх тілесних відчуттях. Такі пацієнти постійно висувають похмурі здогадки та припущення щодо причини своїх хворобливих відчуттів. Вони активно шукають допомоги, звертаються за консультаціями до різних фахівців, проходять різноманітні, нерідко малоприємні додаткові дослідження, часто змінюють лікарів. При цьому вони постійно пильно спостерігають за станом свого здоров'я: регулярно вимірюють і записують частоту пульсу, показники артеріального тиску, характер розладів кишки.

## Лікування
Підхід до лікування хворих на іпохондрію ускладнюється тим, що вони відносять своє страждання до фізичних захворювань і намагаються знайти всі дані для підтвердження цієї думки. У більшості випадків їм призначають психотерапію, зокрема когнітивно-поведінкову терапію. Для усунення тривожних думок про можливе захворювання можуть застосовуватися такі методи в рамках когнітивно-поведінкової терапії, як «зупинки думки», когнітивне реструктурування, експозиція і запобігання реакцій, виявлення і реатрібуція основних переконань і передумов.
Якщо психотерапія не приносить результату, лікарські зусилля спрямовуються на те, щоб зменшити значущість іпохондричних побоювань. Медикаментозне лікування в більшості випадків протипоказано, оскільки посилює переконання хворого, що його проблеми мають соматичні причини. Однак при тяжких іпохондричних проявах, які наближається до абсурдного рівня, може застосовуватися комбінація амітриптиліну або міансерин з пімозидом.